# شکم‌ماهی
شکم‌ماهیان یا ماه‌ماهیان(به انگلیسی: Moonfish) (Menidae) یکی از خانواده‌های ماهیان است. سردهٔ شکم‌ماهی (Mene) در این خانواده قرار دارد.